# نديم الجسر
الشيخ نديم حسين الجسر (1315 هـ / 1897 - 1400 هـ / 1980)، رجل دين وسياسي لبناني، متقد الفكر، منفتحاً، وذا نفس ثائرة، مؤمنا بالله مدبر الكون، مسلماً له، داعياً إلى عبادته بالعقل والقلب، وقد ترك للمكتبة العربية آثاراً مهمة للدارسين والمؤمنين.

## حياته
هو نديم بن حسين بن محمد بن مصطفى الجسر. ولد بطرابلس عام 1897 لأسرة مصرية الأصل. تلقى علومه الأولى على يد والده الشيخ حسين الجسر الذي كان عالماً مؤسساً للمدرسة الوطنية، ومحرراً في جريدة طرابلس، ثم كفله شقيقه الشيخ محمد الجسر الذي كان نائباً عن المدينة. وكان يعتبر من ابرز رجال السياسة في طرابلس. انهي دراسته في حمص ثم أكملها في بيروت وبعدها التحق بالعمل في سلك القضاء. استدعي إلى الخدمة العسكرية الإجبارية، في الجيش العثماني عام 1916، وخدم في الحجاز والسويس حيث وقع أسيراً بيد القوات الإنجليزية التي سجنته في القاهرة ولم يخرج إلا بعد وساطة من الشريف حسين. عاد إلى طرابلس وعمل كاتباً في سراي المدينة، عام 1922 عينه المفوض السامي كاتباً في المحكمة، ثم رقي إلى رئيس قلم، إلى أن عين قاضياً ثم مدعياً عاماً ثم قائم مقاماً لقضاء عكار عام 1931.
وبعد وفاة أخيه الشيخ محمد الذي ترشح لرئاسة الجمهورية اللبنانية، استقال الشيخ نديم وتعمم جرياً على التقليد العائلي وحفاظاً على مركز العائلة الديني وتمسكها بدورها القيادي في المدينة. انصرف إلى التدريس في جامع طينال والتحرير في جريدة طرابلس والعمل الخيري. ثم ترشح للانتخابات منافساً لعبد الحميد كرامي، وفشل، إلا ان العلاقة عادت وتوطدت بينه وبين رشيد كرامي فدخلا معاً مجلس النواب اللبناني فائزين عن المدينة عام 1957. وعلى اثر وفاة مفتي طرابلس الشيخ كاظم ميقاتي، انتخب الشيخ نديم مفتياً للمدينة.
توفي عام 1980 ودفن في طرابلس.

## نشاطاته
تولى عدة مناصب منها:
- مستشار بمحكمة الاستئناف.
- عضو بمجلس العدل والقضاء الشرعي، وبه قام بتنظيم دائرة الأوقاف الإسلامية.
- انتخب عام 1957 نائباً عن مدينة طرابلس بمجلس النواب اللبناني.
- انتخب مفتياً لشمال لبنان، وعضواً في مجمع البحوث الإسلامية بالأزهر.

كما أن له العديد من المؤلفات المتنوعة ما بين المخطوطات والكتب.

## مؤلفاته
وضع الشيخ نديم الجسر مؤلفات متنوعة ما زال المخطوط منها كثيراً وأهمها: 
- قصة الإيمان «بين الفلسفة والعلم والقرآن» :

هذا الكتاب من الكتب الفلسفية الالهية يعرض قصة شاب يدعى حيران بن الاضعف قام بالبحث عن الحقيقة عن طريق دراسته التوحيد على يد شيوخ مدينته ولكنه سالهم اسئلة تخص اصل الوجود والتوحيد الفلسفي واثبات وجود الله فبغضوه وطردوه فهاجر إلى غير بلد باحثا عن الحقيقة مذكرنا بسلمان المحمدي رضوان الله عليه ببحثه عن الحقيقة. فيجد معلم يعلمه التوحيد والاصل الفلسفي للوجود الإلهي والبشري على مرور العصور ابتدائا من اليونان إلى الإسلام وفلسفة القرآن.
- حديث ليلة: مخطوطة كتبها عام 1926، وهي قصة تصف عسف الجنود الأتراك وظلمهم للرعية إبان الحرب العالمية الأولى.
- شرح قانون الجزاء.
- الموجز في الفلسفة العربية.
- فلسفة الحرية في الإسلام.
- أرجوزة في علم المواريث.
- ألفية الجسر في علم أصول الفقه.
- تراثنا بين التقدمية والرجعية، بغداد، 1965
- القرآن والسنة في التربية الإسلامية، القاهرة، 1967.
- الإسلام في العالم المعاصر، طرابلس، 1968.
- شبابنا المثقف بين الإيمان والتدين، القاهرة، 1970.
- غريب القرآن ومتشابهاته، طرابلس، 1974
- ركائز التفكير الإسلامي.
- قانون السببية عند الغزالي، طرابلس، 1985.

كتب الشيخ في الفلسفة والفكر الوطني والسياسي، وخطب في دور الاستعمار، واستبداد الحكم العثماني، والعروبة وقضية فلسطين. كما فصل في كتبه الاجتماعية والقومية في دور المرأة، وحريتها، وإصلاح آفات المجتمع. كما نظم في الوجدانيات والوطنيات والحكمة، والرثاء.

## وفاته
توفي رحمه الله سنة 1400 هـ / 1980م وصلي عليه في الجامع المنصوري الكبير بطرابلس، ودفن في مقابر العائلة في باب الرمل بطرابلس. 